# دييغو دا كوستا ليما
دييغو دا كوستا ليما (بالإنجليزية: Diego da Costa Lima)‏ (30 سبتمبر 1988 في البرازيل - ) هو لاعب كرة قدم برازيلي في مركز الوسط لعب سابقاً في نادي حطين .

## وصلات خارجية
- دييغو دا كوستا ليما على موقع اتحاد تركيا (لاعب) (الإنجليزية)
- دييغو دا كوستا ليما على موقع قاعدة بيانات كرة القدم.إي يو (الإنجليزية)
- دييغو دا كوستا ليما على موقع قاعدة بيانات كرة القدم.إي يو (الإنجليزية)
- دييغو دا كوستا ليما على موقع Soccerway.com (الإنجليزية)
- دييغو دا كوستا ليما على موقع عالم كرة القدم.نت (الإنجليزية)
- دييغو دا كوستا ليما على موقع AS.com (الإسبانية)